# Hippotion rebeli
Hippotion rebeli là một loài bướm đêm thuộc họ Sphingidae, chi Hippotion.